# Lista de personagens de Fatal Fury
Esta é uma lista de personagens fictícios da série de jogos eletrônicos Fatal Fury, desenvolvida pela SNK Playmore (anteriormente SNK). A série é composta pelos jogos Fatal Fury, Fatal Fury 2, Fatal Fury Special, Fatal Fury 3, Real Bout Fatal Fury, Real Bout Fatal Fury Special, Real Bout Fatal Fury 2, Fatal Fury: Wild Ambition e Garou: Mark of the Wolves.

## B. Jenet
B. Jenet (B・ジェニー) (Bonne Jenet por extenso, ou Jennie Behrn) é uma personagem de Garou: Mark of the Wolves e da série King of Fighters. Jenet é líder de um grupo de piratas chamado Lillien Knights. Jenet se inscreve no torneio organizado por Kain R. Heinlein para roubar os pertences de sua mansão. Em seu final, ela desmaia em meio à destruição da mansão de Kain após derrotá-lo, mas acaba salva pela sua equipe, ainda que sem os tesouros que procurava. Possui uma queda por Terry Bogard, o que a faz entrar para o torneio.
No torneio The King Of Fighters XI ela pede a Tizoc e Gato para formar uma equipe, apesar de ficar a maior parte do torneio tentando ganhar dinheiro.
Em The King of Fighters Maximum Impact 2, é revelado que seus pais são incrivelmente ricos, e que ela formou sua equipe de piratas por causa do tédio. Antes do torneio, ela participa de uma festa na casa de seus pais. Lá, o filho do anfitrião tenta impressioná-la com suas habilidades em Savate. Apesar da arrogância e pouca habilidade do rapaz, ele informa a Jenet que o torneio King Of Fighters está em organização novamente. Isso a leva a se inscrever para ganhar o prêmio.

## Cheng Sinzan
Cheng Sinzan (チン・シンザン, Chin Shinzan) é um dos personagens introduzidos em Fatal Fury 2. Ele é um lutador obeso praticante de Tai Chi Chuan, que apesar de sua enorme força, odeia treinar e se cansa com facilidade. Cheng se inscreve no torneio King of Fighters buscando reconhecimento internacional para abrir seu próprio dojo. Ele é o homem mais rico de Hong Kong, mora em um bairro de classe alta e é casado com uma ex-Miss Hong Kong. Apesar de sua boa condição financeira, ele busca formas de se tornar ainda mais rico. 
Cheng faz uma participação em Fatal Fury 3, ajudando Hon-Fu a perseguir Yamazaki. Ele só retorna como personagem controlável em Real Bout Special e Real Bout 2, onde se descobre que ele foi um discípulo de Tung Fu Rue na arte Hakkyoku Seiken com Jeff Bogard e Geese Howard, mas foi expulso por sua ganância. Ele também ganhar dinheiro com as pessoas apostam contra ele em brigas de rua e, em seguida, perder de propósito.

## Duck King
Duck King (ダック・キング, Dakku Kingu) é um lutador do original Fatal Fury como um dos quatro primeiros oponentes controlados pelo computador no modo single-player. No jogo ele tem um papel secundário, sendo um DJ/Mixer profissional e rapper, bem como um dançarino profissional. Ele trabalha como DJ em inúmeras festas, bem como rapper em shows de música, viria a usar sua fama para abrir sua própria discoteca "Duck Queen" na cidade de South Town. Advindo de um ghetto norte-americano, baseia seus movimentos de luta na cultura dos dançarinos de break. 
Possuir um talento incrível quando se trata de brigas e dança de rua, Duck King certa vez desafiou Terry Bogard para uma briga de rua e perdeu. Ele treinou a si mesmo para melhorar suas habilidades de artes marciais, a fim de superar Terry. Duck King usa um estilo único de artes marciais, que inclui dança rítmica, como movimentos e ataques. Seu movimento principal é uma técnica especial de '"bala de canhão voadora". Em Fatal Fury 2, Duck King foi um dos personagens do jogo original, que é derrotado por Krauser em uma das cenas mostradas do jogo, apesar de ele aparecer como um personagem jogável em Fatal Fury Special. Ele manteria sua técnica de "bala de canhão", agora apelidado de Head Spin Attack, junto com novos movimentos especiais, como o Dancing Dive, Break Storm, e o Beat Rush. Ele também tem um novo movimento especial chamado de Break Spiral. Do Fatal Fury Special para a frente, Duck King seria acompanhado por seu pintinho de estimação chamado de "P-chan". Ele faz um rápido cameo no final de Bob Wilson em Fatal Fury 3 antes de retornar como um personagem jogável em Real Bout Fatal Fury e suas sequências, Real Bout Fatal Fury Special e Real Bout Fatal Fury 2. Ele também aparece como um personagem exclusivo da versão PlayStation do Fatal Fury: Wild Ambition. Embora o Duck King fez numerosas aparições ao longo da série The King of Fighters, incluindo como um striker alternativo (um personagem que ajuda o jogador em batalha), em The King of Fighters 2000 , ele não aparece como um personagem jogável até The King of Fighters XI, onde ele aparece como um novo membro da Equipe Fatal Fury junto com Terry Bogard e Kim Kaphwan.

## Jubei Yamada
Jubei Yamada (山田 十平衛, Yamada Jūbee) é um dos cinco novos personagens controláveis em Fatal Fury 2. Ele é um velho mestre de Judô, conhecido como "Yamada, o Demônio" durante sua juventude. O judoca Jubei Yamada é o melhor amigo e rival de Hanzo Shiranui (o avô de Mai Shiranui, o líder do Clã Ninja Shiranui e um mestre de Koppouken e Shiranui-ryuu Ninjutsu). Ao lado de seu amigo Hanzo, foi um dos responsáveis pelo treinamento de artes marciais de Andy Bogard, durante sua estadia no Japão. Sem seu charme do passado, Jubei compete no novo torneio The King of Fighters para restabelecer sua popularidade com as mulheres por todo o mundo. Apesar disso, se recusa a mudar seu comportamento de mulherengo convicto. Apesar de não ser controlável em jogos mais novos, ele tem diversas aparições especiais nos mesmos, inclusive no final de Mai Shiranui em Real Bout Fatal Fury, onde pode-se observar sua atração por ela.

## Hwa Jai
Hwa Jai (ホア・ジャイ, Hoa Jai) é um dos primeiros oponentes em Fatal Fury. Ex-campeão de Muay Thai outrora apelidado de "Herói do Muay Thai" (ムエタイの英雄, Muetai no Eiyū), Hwa Jai perdeu seu título para Joe Higashi. Para derrotar Joe, ele se torna um lutador mais perigoso. Após ser afastado das competições de Muay Thai, seu talento brutal foi observado por Geese Howard, que o contrata para ser seu segurança e participar do torneio King of Fighters'. Sua técnica especial, o Dragon Kick, foi desenvolvida para competir com o Tiger Kick de Joe. Ele também ganha força adicional ao beber um tipo de bebida que os capangas de Geese jogam para ele quando está em perigo.
Em Fatal Fury 2, Hwa Jai é um dos personagens do jogo original que é derrotado por Wolfgang Krauser. Ele é hospitalizado e visitado por Joe Higashi, como visto no final do mesmo. Ele aparece também nos jogos seguintes (Fatal Fury 3, Real Bout, Real Bout Special e Real Bout 2) como parceiro e treinador de Joe. Apesar de sua ausência desde Fatal Fury, Hwa Jai retorna em The King of Fighters XIII, controlável pela primeira vez. Kim, após "regenerar" seus companheiros anteriores (Chang Koehan e Choi Bounge), busca Hwa Jai e Raiden por acreditar que ambos ainda trabalham com Geese Howard. Apesar de não ser o caso, Raiden convence Hwa Jai a integrar a equipe para aumentar suas reputações como lutadores. Hwa Jai aceita, parcialmente devido a querer lutar com Joe mais uma vez.

## Michael Max
Michael Max (マイケル・マックス, Maikeru Makkusu) é um boxeador afro-americano e um dos primeiros oponentes controlados pelo computador em Fatal Fury. Antes dos acontecimentos do jogo, Michael era um prodígio do boxe e visto como um bom candidato ao título mundial. Porém, ele abandona os campeonatos de boxe em busca de combate de verdade e ingressa no torneio King of Fighters por acreditar o boxe profissional é meramente um esporte protegido por regras. Michael Max é um amigo e discípulo de Axel Hawk, ex-campeão mundial de boxe da categoria dos pesos pesados. Suas únicas participações posteriores na série são em Fatal Fury 2, como um dos lutadores derrotados por Wolfgang Krauser, e no final de Axel Hawk em Fatal Fury Special, onde é mostrado como o treinador de Axel. Em sua posição de vitória, é revelado que ele é católico.

## Richard Meyer
Richard Meyer (リチャード・マイヤー, Richādo Maiyā,) (Também conhecido em português: Ricardo Meyer ou Ricardo Maia) surge em Fatal Fury como um dos quatro primeiros oponentes controlados pelo computador. Brasileiro e mestre em capoeira, Richard trabalha em South Town como gerente do restaurante Pao Pao Cafe e participa do torneio para tornar seu estilo de luta mais conhecido. Neste jogo, ele é especialista em técnicas com chutes. 
Richard faz participações nos jogos seguintes da série como amigo dos irmãos Terry e Andy Bogard e de Joe Higashi. Ele aparece em Fatal Fury 2 na cena mostrada logo após a primeira luta contra o computador, atendendo uma platéia de espectadores no Pao Pao Cafe enquanto eles assistem à luta do jogador na televisão. Ele aparece novamente no fim do jogo, derrotado por Wolfgang Krauser, e também no final de Terry Bogard. 
Em Fatal Fury 3, Richard abre outro Pao Pao Cafe, que é mantido pelo seu aprendiz de capoeira Bob Wilson. Em Fatal Fury 3 e na série Real Bout, Richard torce e encoraja Bob antes de suas lutas. Ele aparece também em The King of Fighters XI expulsando Kim de seu restaurante e em The King of Fighters XIII observando diversas lutadoras destruindo o seu bar. 
Richard é um dos personagens secretos do jogo KOF: Maximum Impact 2 (lançado na América do Norte como The King of Fighters 2006), participando como lutador pela primeira vez após Fatal Fury. 
Richard Meyer foi o primeiro personagem brasileiro em um jogo de luta a utilizar a Capoeira como seu estilo de luta.

## Tung Fu Rue
Tung Fu Rue (タン　フー　ルー, Tan Fū Rū) é um dos primeiros oponentes enfrentados no Fatal Fury. O personagem é um mestre ancião de artes marciais da China, que criou seu próprio estilo de luta com base na arte Bājíquán, conhecido como Holy Fist of Eight Ways (八極聖拳, Hakkyokuseiken). No passado, Tung treinou Jeff, o pai adotivo dos irmãos Bogard,  seu inimigo Geese Howard e Cheng Sinzan. Os filhos de Jeff foram criados por ele após seu assassinato. Tung participa do torneio The King of Fighters com o objetivo de derrotar Geese. Ele é capaz de transformar seu corpo em ferro através de uma técnica que só ele conhece. No jogo, Tung aparenta ser um velho frágil, mas após perder um pouco de sua barra de energia, se transforma em um guerreiro musculoso cuja lista de golpes inclui um chute giratório que dispara bolas de fogo em duas direções.
Em Fatal Fury 2, Tung aparece em uma cena do jogo como um dos lutadores derrotados por Wolfgang Krauser e é controlável em Fatal Fury Special, a versão melhorada de Fatal Fury 2. Neste jogo, ele só se transforma em uma versão mais forte de si mesmo em alguns golpes especiais. Em seu final para Fatal Fury Special, ele aparenta estar desgastado pelo tempo, sendo assim hospitalizado. Ele decide viver o resto de seus dias na aposentadoria, mas às vezes ele entra em uma competição para se manter em forma. Embora tenha ensinado Terry por um tempo, Tung fez uma política de recusar quaisquer outros discípulos. Ele parece quebrar isto em Real Bout, aparentemente, tornando os irmãos Jin seus aprendizes. Alguns finais em Real Bout 2 mostram-lo tendo apenas Jin Chonrei como seu aprendiz, porém, com Jin Chonshu como discípulo de Kim Kaphwan. Tung reaparece em Real Bout Special e Real Bout 2. Em Real Bout Special, possui duas versões: a normal traz versões melhoradas de seus golpes especiais anteriores combinados com novos movimentos e a alternativa tem todos os golpes de Fatal Fury Special com uma habilidade secreta. Em Real Bout 2,  Tung tem golpes especiais de suas duas versões do jogo anterior. 
Tung também aparece em NeoGeo Battle Coliseum. Esta versão foi utilizada como personagem adicional na versão para  PlayStation 2 de The King of Fighters XI.